# WASP-14
WASP-14 або BD+22 2716  — зоря на Головній Послідовності спектрального класу F5V з видимою зоряною величиною в смузі V 9m.7, що розташований на відстані приблизно 520 світлових років від Землі у напрямку сузір'я Волопас. Дана зоря спостерігалася в рамках проекту СуперWASP й була класифікована як змінна зоря, ймовірно завдяки зутемненню її блиску планетою, коли остання проходила по видимому диску зорі.

## Планетарна система
WASP-14b є позасонячною планетою відкритою у 2008р. Вона мала найбільшу густину серед відомих на 2008 рік екзопланет.
Її радіус добре описується моделлю Фортні.
| Планета (по порядку віддалення від зорі) | Маса      | Радіус               | Велика піввісь (а.о.) | Орбітальний період (діб) | Нахил орбіти (°) | Ексцентриситет орбіти | Кіл-ть супутників |
| ---------------------------------------- | --------- | -------------------- | --------------------- | ------------------------ | ---------------- | --------------------- | ----------------- |
| WASP-14b                                 | ~7.725 MJ | 1.259+0.08 −0.058 RJ | ~0.037                | ~2.243756                | ?                | ~0.095                | ?                 |

## Див.також
- WASP-13
- WASP-14b
- WASP-15
- СуперWASP
- HATNet Проект або HAT
- Перелік екзопланет